# طوم فينك
طوم فينك (بالإنجليزية: Tom Fink)‏ هو شخصية أعمال وسياسي أمريكي، ولد في 26 أغسطس 1928 في بيوريا في الولايات المتحدة. حزبياً، نشط في الحزب الجمهوري. وقد انتخب عمدة مدينة أنكوريج.